# World's End, Berkshire
World's End är en by i Berkshire i Storbritannien. Den ligger i enhetskommunen West Berkshire, nära väg A34 norr om Newbury. Norr om byn ligger Beedon och i söder ligger Downend och Chieveley.